# هيزل هال
هيزل هال (بالإنجليزية: Hazel Hall)‏ هي كاتِبة وشاعرة أمريكية، ولدت في 7 فبراير 1886 في سانت بول في الولايات المتحدة، وتوفيت في 11 مايو 1924.